# Bevis
Ett bevis är i generell bemärkelse en härledning av en slutsats från ett antal premisser. Det finns flera typer av bevis, bland dem:
- Vetenskapliga bevis, se deduktion
- Formella bevis, se teorem
- Juridisk bevisföring, se bevis (juridik)
- Anekdotisk bevisföring (har låg reliabilitet)

Fakta som inte anses behöva bevisas kallas notorisk kunskap eller axiom.
Bevisföring är en framställning avsedd att bevisa något. Ett bevisled är ett led i en bevisföring. Med beviskedja avses bevisföring som består av flera bevis av vilka ett efterföljande bevis alltid utgår från, och grundar sig på, det närmast föregående beviset.